# El Paseo de Amancaes y prisión de los maricones
El Paseo de Amancaes y prisión de los maricones es un documento de autor anónimo, publicado en Perú en las primeras décadas del siglo XIX y que circuló en la ciudad de Lima como pasquín. El documento, que relata una corta historia en forma de sátira social de un frustrado paseo de un grupo de travestis, está escrito en verso, y usa octosílados y rima asonante.

## Contenido

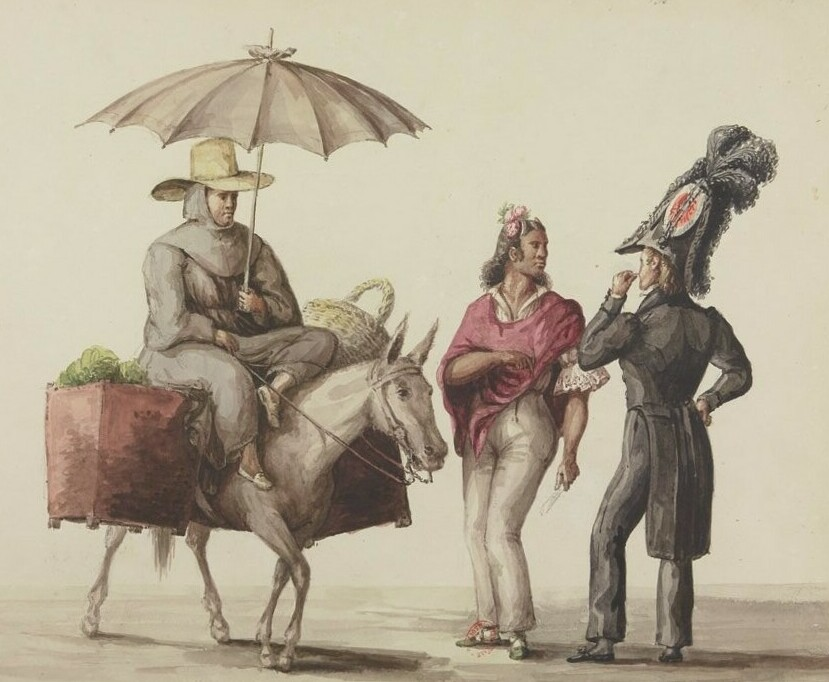
Escena de calle: hermano lego del convento de los recoletos pidiendo limosna por la ciudad, mulato maricón con gran traje de calle y estudiante de filosofía del colegio San Carlos o de la Universidad de Lima con gran traje de parada, de Léonce Angrand. La acuarela fue producida entre 1836 y 1837, pocos años después de publicado el panfleto.

El panfleto, escrito en el cambio de época entre el gobierno virreinal y la República peruana, narra una corta historia a modo de sátira social, donde un viejo sacristán conversa con un maricón. Además se relatan los preparativos de un grupo de travestis para acudir a la fiesta de Amancaes —popular verbena celebrada el 24 de junio, día de San Juan, en la pampa de Amancaes, aledaña a Lima—, las críticas que estos emiten sobre las mujeres que pasean, su posterior encarcelamiento por parte de las fuerzas de orden público, y el enfado del sacristán al ver el regocijo del grupo de travestis al ser llevados a prisión.De lo relatado en el documento, se desprende que las personas protagonistas son afrodescendientes,además de ser retratados como seres ridículos con vestimentas escandalosas.

## Producción
Se estima que el documento fue puesto en circulación entre 1825 y 1835, poco tiempo después de lograda la Independencia, debido a que el dato que se conserva en el original es el registro de la imprenta donde fue producido, la Imprenta Republicana de J. M. Concha.